# Араи, Мао
Мао Араи (яп. 新井 万央, род. 23 мая 2003) — японская дзюдоистка, чемпионка мира 2024 года, чемпионка Азии 2024 года.

## Карьера
В 2023 и 2024 годах Мао Араи стала победительницей турниров серии Большого шлема в Токио.
В 2024 году стала чемпионкой Азии в смешанном командном турнире, который состоялся в Гонконге. В индивидуальных состязаниях весовой категории свыше 78 кг стала обладательницей бронзовой медали.
На чемпионате мира 2024 года в Абу-Даби в смешанном командном турнире стала чемпионкой в составе сборной Японии.
В июне 2025 года на чемпионате мира в Будапеште в весовой категории свыше 78 кг завоевала серебряную медаль. В схватке за титул уступила сопернице из Южной Кореи Ким Ха Юн.